# Junta de exrectores
La Junta de exrectores de la Universidad Nacional Autónoma de México, fue un grupo integrado por cinco de los que fueran rectores de esta máxima casa de estudios, que asumió provisionalmente el gobierno universitario en agosto de 1944, atendiendo a la solicitud del Presidente de México, Manuel Ávila Camacho.

## Historia del conflicto
El Consejo Universitario tenía que nombrar o ratificar a los directores de varias escuelas y facultades, situación que trajo problemas principalmente por lo que respecta a la Escuela Nacional Preparatoria y la "Escuela Nacional de Medicina Veterinaria", en donde las opiniones de sus integrantes se dividieron radicalmente ocasionando finalmente la renuncia del rector Brito Foucher. Acto seguido la Universidad se dividió en dos bandos cada uno de los cuales designó su propio rector: el denominado "Directorio" que tuvo como rector a Manuel Gual Vidal y como Secretario General al joven abogado de 32 años de edad Raúl Cervantes Ahumada; y el grupo que sostuvo como rector interino a Samuel Ramírez Moreno, quien había fungido como secretario general de la Universidad durante la administración de Brito Foucher, y que posteriormente fue sustituido por José Aguilar Álvarez. Ambos bandos consideraban ser poseedores de la razón y la legalidad y buscaron, por separado, el apoyo del presidente, Manuel Ávila Camacho.

## Junta de exrectores
Unos días antes, el secretario de Educación, Jaime Torres Bodet, había sugerido al presidente Ávila Camacho que el Estado permaneciera "neutral" ante el conflicto universitario. Le transmitía y con ello le proponía tomar las medidas que había acordado en una junta él, Alfonso Caso y Eduardo García Máynez: que el presidente mediara en el conflicto y propusiera a los grupos contendientes un procedimiento universitario consistente en delegar la función arbitral en una "Junta de Avenimiento" integrada por las personas que hubiesen sido rectores durante la etapa de la autonomía universitaria con excepción del rector, Brito Foucher por encontrarse vinculado directamente en el conflicto.
La junta de exrectores se integraría por García Téllez, Gómez Morín, Ocaranza, Baz, De la Cueva y Chico Goerne. Tal fue la forma en que procedió Ávila Camacho y la junta de exrectores se integró designando como rector de la Universidad a Alfonso Caso.
La misma junta elaboró las famosas "Bases para el gobierno provisional de la institución" que daba vida a un Consejo Constituyente Universitario que a más tardar el 31 de diciembre de 1945 debería tener formulado el nuevo Estatuto que regiría la vida universitaria. Sin embargo, un año antes de la fecha prevista por las Bases, el Constituyente Universitario había ido más allá de las atribuciones encomendadas, al tener elaborado el proyecto de una nueva Ley Orgánica de la Universidad, que unos días después se convertiría en ley que daría pie para que en su informe de gobierno de 1945 Ávila Camacho se expresara así: 
"Han pasado los días en que una polémica inconveniente se empeñó en distanciar a la Universidad de las autoridades. El Ejecutivo se congratula de ello..."
Lo anterior se explica fácilmente. Ni al Estado ni al grupo gobernante de la Universidad le convenía la ley de 1933 acusada de dar "inestabilidad a la institución". Dicha ley de 1933 no contribuiría a la "unidad nacional" avilacamachista y sí en cambio favorecería el distanciamiento entre la Universidad y el Estado, propio del cardenismo.
Conforme a la exposición de motivos de la nueva ley universitaria, de la misma forma que los "intereses nacionales" estarían sobre cualquier interés individual, los "intereses universitarios", y por lo mismo de la cultura, lo estarían sobre los intereses de cualquier grupo universitario. La Universidad estaría al "servicio de la nación" y de ahí que recuperara el carácter de "nacional" tan anhelado en los tiempos de Gómez Morín y Ocaranza. Sobre el reclamo que la Universidad hacía para ser nuevamente nacional, Ávila Camacho se expresaba así:
"En tal virtud, el sólo hecho de reclamarlo implica una voluntad de servicio patrio, sin distinción de sectas, de credos, de partidos o de facciones".
Junto con el recuperado carácter de "nacional" la Universidad, en la nueva ley, obtenía formalmente lo que tanto había solicitado Ocaranza: subsidio estatal amplio al mismo tiempo que vida universitaria "libre y al margen de cualquier dogma, credo o ideología", toda vez que la "unidad nacional" en boga sería trasladada a la Universidad como la "unidad de todos los universitarios" en una "comunidad de cultura" en la que sus miembros profesores y alumnos por encima de sus diferencias ideológicas no perseguirían fines antagónicos sino complementarios: enseñar y aprender; también se liquidaría una vieja pugna al establecerse legalmente la secundaria de la UNAM que formaría parte de su bachillerato. A lo anterior hay que agregar que con la nueva ley la Universidad va a ser considerada como una corporación pública bajo la forma de organismo descentralizado del Estado.